# 小長谷有紀
小長谷 有紀（こながや ゆき、1957年11月7日 - ）は、日本の文化人類学者。国立民族学博物館名誉教授。中部大学創発学術院 客員教授。公益財団法人東洋文庫研究員。専門は文化人類学、モンゴル・中央アジアの遊牧文化。

## 経歴
1957年、大阪府豊中市生まれ。京都大学文学部史学科で学び、1979年(9月より1年間)、当時はまだ社会主義体制下であったモンゴルに日本人女性として初めて留学、モンゴル国立大学で学んだ。1981年に京都大学卒業、同大学大学院へ進んだ。1986年、大学院文学研究科(地理学専攻)博士課程を満期退学。1987年5月より国立民族学博物館の助手に着任、同年12月より10か月間、中国内蒙古社会科学院へ留学。
国立民族学博物館助手をへて、1993年に助教授、2003年より同館民族社会研究部教授、2004年より同館研究戦略センター教授（2007年にはセンター長をつとめる）、2005年総合研究大学院大学地域文化学専攻長を併任、2009年からは同館民族研究社会研究部部長をつとめた。2014年に人間文化研究機構 理事、2018年9月より独立行政法人日本学術振興会監事（2023年8月末まで）。
2019年3月に国立民族学博物館を退職、4月より同館人類文明誌研究部客員教員をつとめ、その後名誉教授。生き物文化誌学会 理事。NPO法人モンゴルパートナーシップ研究所 理事。2020年より日本モンゴル学会会長。2023年8月より国際モンゴル学会 会長。

## 受賞・栄典
- 2007年　モンゴル国より友好勲章[14]
- 2009年　大同生命地域研究奨励賞 -「モンゴル地域研究における新局面の開拓と展開」に対して[15]
- 2013年春  紫綬褒章叙勲
- 2016年　ゆとろぎ賞 - 片倉もとこ記念沙漠文化財団[16]
- 2022年　モンゴル国より北極星勲章[17]

## 研究内容・業績
- 専門は牧畜文化論で、モンゴル、中央・北アジア地域をフィールドとして遊牧文化の人類学的研究を行っている。
- 研究テーマであるモンゴルや草原から環境問題[18]、社会主義体制下のモンゴルへ留学したことから「20世紀とは何だったのか？」という同時代史としての視点からの考察などがある[19]。
- かつて国立民族学博物館に在籍していた梅棹忠夫に関しては、様々な企画で研究者として接した側面を語っている。2011年3月から6月まで国立民族学博物館で開催した特別展「ウメサオタダオ展」の実行委員長、2011年12月から2012年2月まで日本科学未来館にて企画展「ウメサオタダオ展-未来を探検する知の道具」[20] 実行委員長を務めた[21]。

## 著作

### 単著
- 『モンゴルの春：人類学スケッチ・ブック』河出書房新社、1991年[22]
- 『モンゴル万華鏡：草原の生活文化』角川選書・角川書店、1992年[22]
- 『モンゴル風物誌：ことわざに文化を読む』（小長谷有紀 文と写真）東京書籍、1992年[22]
- 『モンゴル草原の生活世界』朝日選書・朝日新聞社、1996年
- 『モンゴルの二十世紀：社会主義を生きた人びとの証言』中公叢書・中央公論新社、2004年
- 『モンゴル』〈世界の食文化 3 〉農文教、2005年
- 『ウメサオタダオと出あう：文明学者・梅棹忠夫入門』小学館、2011年
- 『人類学者は草原に育つ：変貌するモンゴルとともに』フィールドワーク選書・臨川書店、2014年[23]
- 『ウメサオタダオが語る、梅棹忠夫：アーカイブズの山を登る』ミネルヴァ書房、2017年

### 編著
- 『モンゴル』〈暮らしがわかるアジア読本〉（河出書房新社、1997年）[22]
- 『遊牧がモンゴル経済を変える日』（出版文化社、2002年）[22]
- 『北アジアにおける人と動物のあいだ』（東方書店、2003年）
- 『くらべてみよう! 日本と世界のくらしと遊び』（石毛直道監修・講談社、2004年）
- 『「大きなかぶ」はなぜ抜けた?：謎とき世界の民話』（講談社現代新書・講談社、2006年）
- 『家族のデザイン』〈未来を拓く人文・社会科学 4〉（東信堂、2008年）
- 『昔ばなしで親しむ環境倫理：エコロジーの心を育む読み聞かせ』（くろしお出版、2009年）
- 『梅棹忠夫のことば』（河出書房新社、2011年）
- 『梅棹忠夫の「人類の未来」: 暗黒のかなたの光明』（梅棹忠夫著 勉誠出版、2011年）

### 共編著
- 「ユーラシア草原からのメッセージ：遊牧研究の最前線」松原正毅、楊海英共編 平凡社、2005年
- 「中国辺境地域の50年：黒河流域の人びとから見た現代史」中尾正義、フフバートル共編 東方書店、2007年
- 「林野・草原・水域」〈アジアの歴史地理 3〉中里亜夫、藤田佳久共編 朝倉書店、2007年
- 「日高敏隆の口説き文句」山極寿一共編 岩波書店、2010年
- 「中国における社会主義的近代化：宗教・消費・エスニシティ」川口幸大、長沼さやか共編 勉誠出版、2010年
- 「ひらめきをのがさない! 梅棹忠夫、世界のあるきかた」佐藤吉文共編 勉誠出版、2011年
- 「社会主義的近代化の経験：幸せの実現と疎外」後藤正憲共編 明石書店、2011年